# Девочки снова сверху
«Девочки снова сверху» (нем. Mädchen, Mädchen 2 - Loft oder Liebe) — немецкий кинофильм 2004 года, молодёжная комедия. Продолжение немецкой молодёжной комедии «Девочки сверху», снятой в 2001 году.

## Сюжет
Инкен начинает самостоятельную жизнь и решает вместе с подружками Леной и Люси снять квартиру, но как это сделать практически при полном отсутствии денег? Выход есть: найти обеспеченных парней с большими квартирами. У девушек есть и шарм, и обаяние, и сексуальность. Остаётся только найти подходящую «жертву».

## В ролях
| Актёр              | Роль      |
| ------------------ | --------- |
| Диана Амфт         | Инкен     |
| Каролина Херфурт   | Лена      |
| Ясмин Герат        | Люси      |
| Макс Римельт       | Флин      |
| Себастьян Штрёбель | Себастиан |
| Макс фон Тун       | Йоханн    |
| Флориан Давид Фитц | Лукас     |
| Симон Верховен     | Пауль     |